# Paris Masters
Paris Masters – męski turniej tenisowy kategorii ATP Tour Masters 1000 zaliczany do cyklu ATP Tour. Rozgrywany na kortach twardych w hali w Paryżu od 1968 roku.

## Mecze finałowe

### Gra pojedyncza
| Rok            | Zwycięzca             | Finalista             | Wynik                   |
| 2024           | Alexander Zverev      | Ugo Humbert           | 6:2, 6:2                |
| 2023           | Novak Đoković         | Grigor Dimitrow       | 6:4, 6:3                |
| 2022           | Holger Rune           | Novak Đoković         | 3:6, 6:3, 7:5           |
| 2021           | Novak Đoković         | Daniił Miedwiediew    | 4:6, 6:3, 6:3           |
| 2020           | Daniił Miedwiediew    | Alexander Zverev      | 5:7, 6:4, 6:1           |
| 2019           | Novak Đoković         | Denis Shapovalov      | 6:3, 6:4                |
| 2018           | Karen Chaczanow       | Novak Đoković         | 7:5, 6:4                |
| 2017           | Jack Sock             | Filip Krajinović      | 5:7, 6:4, 6:1           |
| 2016           | Andy Murray           | John Isner            | 6:3, 6:7(4), 6:4        |
| 2015           | Novak Đoković         | Andy Murray           | 6:2, 6:4                |
| 2014           | Novak Đoković         | Milos Raonic          | 6:2, 6:3                |
| 2013           | Novak Đoković         | David Ferrer          | 7:5, 7:5                |
| 2012           | David Ferrer          | Jerzy Janowicz        | 6:4, 6:3                |
| 2011           | Roger Federer         | Jo-Wilfried Tsonga    | 6:1, 7:6(3)             |
| 2010           | Robin Söderling       | Gaël Monfils          | 6:1, 7:6(1)             |
| 2009           | Novak Đoković         | Gaël Monfils          | 6:2, 5:7, 7:6(3)        |
| 2008           | Jo-Wilfried Tsonga    | David Nalbandian      | 6:3, 4:6, 6:4           |
| 2007           | David Nalbandian      | Rafael Nadal          | 6:4, 6:0                |
| 2006           | Nikołaj Dawydienko    | Dominik Hrbatý        | 6:1, 6:2, 6:2           |
| 2005           | Tomáš Berdych         | Ivan Ljubičić         | 6:3, 6:4, 3:6, 4:6, 6:4 |
| 2004           | Marat Safin           | Radek Štěpánek        | 6:3, 7:6, 6:3           |
| 2003           | Tim Henman            | Andrei Pavel          | 6:2, 7:6, 7:6           |
| 2002           | Marat Safin           | Lleyton Hewitt        | 7:6, 6:0, 6:4           |
| 2001           | Sébastien Grosjean    | Jewgienij Kafielnikow | 7:6, 6:1, 6:7, 6:4      |
| 2000           | Marat Safin           | Mark Philippoussis    | 3:6, 7:6, 6:4, 3:6, 7:6 |
| 1999           | Andre Agassi          | Marat Safin           | 7:6, 6:2, 4:6, 6:4      |
| 1998           | Greg Rusedski         | Pete Sampras          | 6:4, 7:6, 6:3           |
| 1997           | Pete Sampras          | Jonas Björkman        | 6:3, 4:6, 6:3, 6:1      |
| 1996           | Thomas Enqvist        | Jewgienij Kafielnikow | 6:2, 6:4, 7:5           |
| 1995           | Pete Sampras          | Boris Becker          | 7:6, 6:4, 6:4           |
| 1994           | Andre Agassi          | Marc Rosset           | 6:3, 6:3, 4:6, 7:5      |
| 1993           | Goran Ivanišević      | Andrij Medwediew      | 6:4, 6:2, 7:6           |
| 1992           | Boris Becker          | Guy Forget            | 7:6, 6:3, 3:6, 6:3      |
| 1991           | Guy Forget            | Pete Sampras          | 7:6, 4:6, 5:7, 6:4, 6:4 |
| 1990           | Stefan Edberg         | Boris Becker          | 3:3 krecz               |
| 1989           | Boris Becker          | Stefan Edberg         | 6:4, 6:3, 6:3           |
| 1988           | Amos Mansdorf         | Brad Gilbert          | 6:3, 6:2, 6:3           |
| 1987           | Tim Mayotte           | Brad Gilbert          | 2:6, 6:3, 7:5, 6:7, 6:3 |
| 1986           | Boris Becker          | Sergio Casal          | 6:4, 6:3, 7:6           |
| 1985 1984 1983 | Turniej nie odbył się | Turniej nie odbył się | Turniej nie odbył się   |
| 1982           | Wojciech Fibak        | Bill Scanlon          | 6:2, 6:2, 6:2           |
| 1981           | Mark Vines            | Pascal Portes         | 6:2, 6:4, 6:3           |
| 1980           | Brian Gottfried       | Adriano Panatta       | 4:6, 6:3, 6:1, 7:6      |
| 1979           | Harold Solomon        | Corrado Barazzutti    | 6:3, 2:6, 6:3, 6:4      |
| 1978           | Bob Lutz              | Tom Gullikson         | 6:2, 6:2, 7:6           |
| 1977           | Corrado Barazzutti    | Brian Gottfried       | 7:6, 7:6, 6:7, 3:6, 6:4 |
| 1976           | Eddie Dibbs           | Jaime Fillol          | 5:7, 6:4, 6:4, 7:6      |
| 1975           | Tom Okker             | Arthur Ashe           | 6:3, 2:6, 6:3, 3:6, 6:4 |
| 1974           | Brian Gottfried       | Eddie Dibbs           | 6:3, 5:7, 8:6, 6:0      |
| 1973           | Ilie Năstase          | Stan Smith            | 4:6, 6:1, 3:6, 6:0, 6:2 |
| 1972           | Stan Smith            | Andrés Gimeno         | 6:2, 6:2, 7:5           |
| 1971           | Turniej nie odbył się | Turniej nie odbył się | Turniej nie odbył się   |
| 1970           | Arthur Ashe           | Marty Riessen         | 7:6, 6:4, 6:3           |
| 1969           | Tom Okker             | Butch Buchholz        | 8:6, 6:2, 6:1           |
| 1968           | Robert Carmichael     | Pierre Darmon         | 6:3, 8:6, 12:10         |

### Gra podwójna
| Rok  | Zwycięzcy                                | Finaliści                              | Wynik                |
| 2024 | Wesley Koolhof Nikola Mektić             | Lloyd Glasspool Adam Pavlásek          | 3:6, 6:3, 10–5       |
| 2023 | Santiago González Édouard Roger-Vasselin | Rohan Bopanna Matthew Ebden            | 6:2, 5:7, 10–7       |
| 2022 | Wesley Koolhof Neal Skupski              | Ivan Dodig Austin Krajicek             | 7:6(5), 6:4          |
| 2021 | Tim Pütz Michael Venus                   | Pierre-Hugues Herbert Nicolas Mahut    | 6:3, 6:7(4), 11–9    |
| 2020 | Félix Auger-Aliassime Hubert Hurkacz     | Mate Pavić Bruno Soares                | 6:7(3), 7:6(7), 10–2 |
| 2019 | Pierre-Hugues Herbert Nicolas Mahut      | Karen Chaczanow Andriej Rublow         | 6:4, 6:1             |
| 2018 | Marcel Granollers Rajeev Ram             | Jean-Julien Rojer Horia Tecău          | 6:4, 6:4             |
| 2017 | Łukasz Kubot Marcelo Melo                | Ivan Dodig Marcel Granollers           | 7:6(3), 3:6, 10–6    |
| 2016 | Henri Kontinen John Peers                | Pierre-Hugues Herbert Nicolas Mahut    | 6:4, 3:6, 10–6       |
| 2015 | Ivan Dodig Marcelo Melo                  | Vasek Pospisil Jack Sock               | 2:6, 6:3, 10–5       |
| 2014 | Bob Bryan Mike Bryan                     | Marcin Matkowski Jürgen Melzer         | 7:6(5), 5:7, 10–6    |
| 2013 | Bob Bryan Mike Bryan                     | Alexander Peya Bruno Soares            | 6:3, 6:3             |
| 2012 | Mahesh Bhupathi Rohan Bopanna            | Aisam-ul-Haq Qureshi Jean-Julien Rojer | 7:6(6), 6:3          |
| 2011 | Rohan Bopanna Aisam-ul-Haq Qureshi       | Julien Benneteau Nicolas Mahut         | 6:2, 6:4             |
| 2010 | Mahesh Bhupathi Maks Mirny               | Mark Knowles Andy Ram                  | 7:5, 7:5             |
| 2009 | Daniel Nestor Nenad Zimonjić             | Marcel Granollers Tommy Robredo        | 6:3, 6:4             |
| 2008 | Jonas Björkman Kevin Ullyett             | Jeff Coetzee Wesley Moodie             | 6:2, 6:2             |
| 2007 | Bob Bryan Mike Bryan                     | Daniel Nestor Nenad Zimonjić           | 6:3, 7:6(4)          |
| 2006 | Arnaud Clément Michaël Llodra            | Fabrice Santoro Nenad Zimonjić         | 7:6(4), 6:2          |
| 2005 | Bob Bryan Mike Bryan                     | Mark Knowles Daniel Nestor             | 6:4, 6:7(3), 6:4     |
| 2004 | Jonas Björkman Todd Woodbridge           | Wayne Black Kevin Ullyett              | 6:3, 6:4             |
| 2003 | Wayne Arthurs Paul Hanley                | Michaël Llodra Fabrice Santoro         | 6:3, 1:6, 6:3        |
| 2002 | Nicolas Escudé Fabrice Santoro           | Gustavo Kuerten Cédric Pioline         | 6:3, 7:6(6)          |
| 2001 | Ellis Ferreira Rick Leach                | Mahesh Bhupathi Leander Paes           | 3:6, 6:4, 6:3        |
| 2000 | Nicklas Kulti Maks Mirny                 | Paul Haarhuis Daniel Nestor            | 6:4, 7:5             |
| 1999 | Sébastien Lareau Alex O’Brien            | Paul Haarhuis Jared Palmer             | 7:6(7), 7:5          |
| 1998 | Mahesh Bhupathi Leander Paes             | Jacco Eltingh Paul Haarhuis            | 6:4, 6:2             |
| 1997 | Jacco Eltingh Paul Haarhuis              | Rick Leach Jonathan Stark              | 6:2, 7:6             |
| 1996 | Jacco Eltingh Paul Haarhuis              | Jewgienij Kafielnikow Daniel Vacek     | 6:4, 4:6, 7:6        |
| 1995 | Grant Connell Patrick Galbraith          | Jim Grabb Todd Martin                  | 6:2, 6:2             |
| 1994 | Jacco Eltingh Paul Haarhuis              | Byron Black Jonathan Stark             | 3:6, 7:6, 7:5        |
| 1993 | Byron Black Jonathan Stark               | Tom Nijssen Cyril Suk                  | 7:6, 6:4             |
| 1992 | John McEnroe Patrick McEnroe             | Patrick Galbraith Danie Visser         | 6:4, 6:2             |
| 1991 | John Fitzgerald Anders Järryd            | Kelly Jones Rick Leach                 | 3:6, 6:3, 6:2        |
| 1990 | Scott Davis David Pate                   | Darren Cahill Mark Kratzmann           | 5:7, 6:3, 6:4        |